# دوري كرة القاعدة الرئيسي 2017
دوري كرة القاعدة الرئيسي 2017 (بالإنجليزية: 2017 Major League Baseball season)‏ هو الموسم 115 من  دوري كرة القاعدة الرئيسي. أقيم خلال الفترة 2017 وحتى 1 نوفمبر 2017، والذي يشرف على تنظيمه دوري كرة القاعدة الرئيسي، وكان عدد الأندية المشاركة فيه  30، وفاز فيه هيوستن أسترو.